# Nicolás Orrego
Nicolás Leandro Andrés Orrego Guerra (Arica, Chile, 18 de octubre de 2001) es un futbolista profesional chileno que se desempeña como  Mediocampista o Extremo y actualmente milita en Deportes Temuco de la Primera B de Chile.

## Trayectoria
Oriundo de Arica, se unió a las divisiones inferiores de Cobreloa. Sin estar considerado en el primer equipo, durante los tiempos de la Pandemia de COVID-19 le tocó vender Choripanes en la calle para obtener dinero y sobrevivir, junto a su compañero Minoban Becerra.
Comenzó a ser considerado por el primer equipo loíno durante la temporada 2022, debutando el 20 de agosto ante Santiago Morning válido por la Copa Chile.El 7 de septiembre, marcó su primer gol como profesional, que sirvió para obtener la victoria ante AC Barnechea por la cuenta mínima en partido válido por el torneo de Primera B.
Tras no lograr el ascenso durante la temporada 2022 luego de una derrota en el Play-Offs de Primera B ante Deportes Copiapó,Para la temporada siguiente forma parte del plantel que logra el campeonato de Primera B 2023 y el ascenso a la Primera división. En 2024, alterna entre los titulares en la campaña que terminó con el equipo loíno descendido a la Primera B.
Luego de no renovar su contrato para la temporada 2025, el 17 de diciembre de 2024 es anunciado como flamante refuerzo de Deportes Temuco de la Primera B.

## Estadísticas
| Club                    | Div.          | Temporada     | Liga  | Liga  | Copas nacionales | Copas nacionales | Torneos internacionales | Torneos internacionales | Total | Total |
| Club                    | Div.          | Temporada     | Part. | Goles | Part.            | Goles            | Part.                   | Goles                   | Part. | Goles |
| ----------------------- | ------------- | ------------- | ----- | ----- | ---------------- | ---------------- | ----------------------- | ----------------------- | ----- | ----- |
| Cobreloa · Chile        | 2.ª           | 2022          | 7     | 1     | 2                | 0                | —                       | —                       | 9     | 1     |
| Cobreloa · Chile        | 2.ª           | 2023          | 11    | 0     | 3                | 0                | —                       | —                       | 14    | 0     |
| Cobreloa · Chile        | 1.ª           | 2024          | 14    | 2     | 3                | 0                | —                       | —                       | 17    | 2     |
| Cobreloa · Chile        | Total club    | Total club    | 32    | 3     | 8                | 0                | 0                       | 0                       | 40    | 3     |
| Deportes Temuco · Chile | 2.ª           | 2025          | 0     | 0     | 2                | 0                | —                       | —                       | 2     | 0     |
| Deportes Temuco · Chile | Total club    | Total club    | 0     | 0     | 2                | 0                | 0                       | 0                       | 2     | 0     |
| Total carrera           | Total carrera | Total carrera | 32    | 3     | 10               | 0                | 0                       | 0                       | 42    | 3     |
| 1. 2.                   |               |               |       |       |                  |                  |                         |                         |       |       |

## Palmarés

### Campeonatos nacionales
| Título    | Equipo   | País  | Año  |
| --------- | -------- | ----- | ---- |
| Primera B | Cobreloa | Chile | 2023 |